# Hands (singolo 2016)
Hands è una canzone registrata da diversi artisti in seguito alla strage di Orlando del 2016. La canzone è stata scritta da Justin Tranter, Julia Michaels, e BloodPop, e prodotta da quest'ultimo e da Mark Ronson. Tutti i guadagni della canzone aiuteranno le famiglie delle vittime dell'attentato. 24 artisti hanno assistito alla registrazione del singolo, uscito online il 6 luglio 2016. Interscope Records è stata l'etichetta che si è occupata della pubblicazione del singolo.

## Artisti
Fonte:
- Justin Tranter
- Julia Michaels
- BloodPop
- Mark Ronson
- Jennifer Lopez
- Gwen Stefani
- Jason Derulo
- Troye Sivan
- Meghan Trainor
- Juanes
- P!nk
- Mary J. Blige
- Selena Gomez
- Britney Spears
- Halsey
- Ty Herndon
- Tyler Glenn
- Dan Reynolds (Imagine Dragons)
- Adam Lambert
- The Trans Chorus of Los Angeles
- MNEK
- Alex Newell
- Mary Lambert
- Prince Royce
- Kacey Musgraves
- Jussie Smollett
- Nate Ruess
- RuPaul